# Walton Alfonso Webson
Walton Alfonso Webson es un diplomático antiguano, que 2014 se desempeña como representante permanente de Antigua y Barbuda ante las Naciones Unidas. En 2017 fue presidente de la Junta Ejecutiva del Fondo de las Naciones Unidas para la Infancia (Unicef), y desde 2018, presidente del Comité de Descolonización.

## Carrera
Es bachiller universitario en ciencias y tiene una maestría en gestión de organizaciones sin fines de lucro de la New School for Social Research (Nueva York, Estados Unidos), y un doctorado en administración de la Universidad Case de la Reserva Occidental.
Discapacitado visual, comenzó su carrera como director ejecutivo del Consejo del Caribe para Ciegos y posteriormente trabajó para organizaciones sin fines de lucro. Trabajó para Perkins International de 1992 a 2014, llegando a ser director de la organización en 2011.
En 2014 fue designado representante permanente de su país de origen ante la Organización de las Naciones Unidas (ONU), presentando sus cartas credenciales al entonces secretario general Ban Ki-moon. En 2016 fue uno de los cuatro vicepresidentes de la Junta Ejecutiva de UNICEF, llegando a la presidencia en 2017. Ese mismo año dirigió una misión de alto nivel de 19 miembros de la ONU en Nepal para evaluar el trabajo de la organización en dicho país.
En febrero de 2018 fue elegido de forma unánime presidente del Comité de Descolonización, en reemplazo del venezolano Rafael Ramírez Carreño. En marzo de ese mismo año, encabezó una misión de inspección del comité a la colonia francesa de Nueva Caledonia previo a la realización de un referéndum sobre su independencia.